# Jane Avril
Pour les articles homonymes, voir Avril (homonymie).
Jane Avril, pseudonyme de Jeanne Louise Beaudon, née le 9 juin 1868 à Paris 20e dans le quartier de Belleville et morte le 17 janvier 1943 à Paris 15e, fut une des danseuses les plus célèbres du Moulin Rouge où elle était surnommée « Jane la Folle » ou « La Mélinite ».

## Biographie

### Jeunesse
Enfant naturelle d'une demi-mondaine, Jeanne Louise Beaudon naît à Belleville en 1868. Son père est un noble italien, le marquis Luigi Fontana, un viveur qui ne la reconnut pas et dont elle hérite un tempérament artistique et une certaine élégance. Elle est d'abord élevée par ses grands-parents paternels. Puis à l'âge de 9 ans, elle est confiée à sa mère, frappée de démence, qui la maltraite. Elle est placée très jeune dans une institution. On tient ces mauvais traitements pour responsables des troubles nerveux qui la feront admettre comme patiente du docteur Jean-Martin Charcot à l'hôpital de la Salpêtrière pour épilepsie et hystérie. Décidée à se suicider en se jetant dans la Seine, elle est recueillie in extremis par des prostituées qui lui font connaître le Paris nocturne.

### La danse

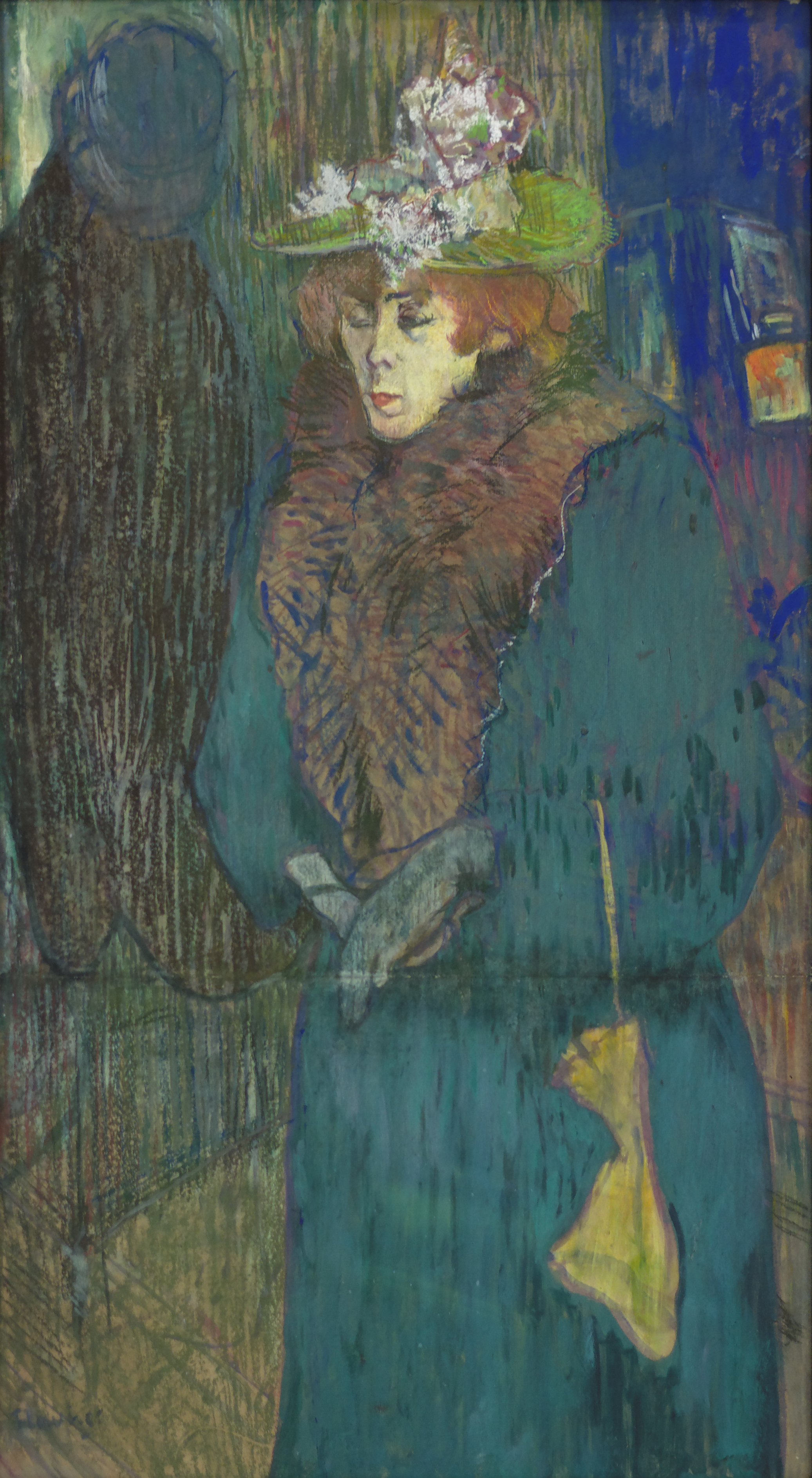
Jane Avril arrivant au Moulin Rouge par Toulouse-Lautrec (1892).

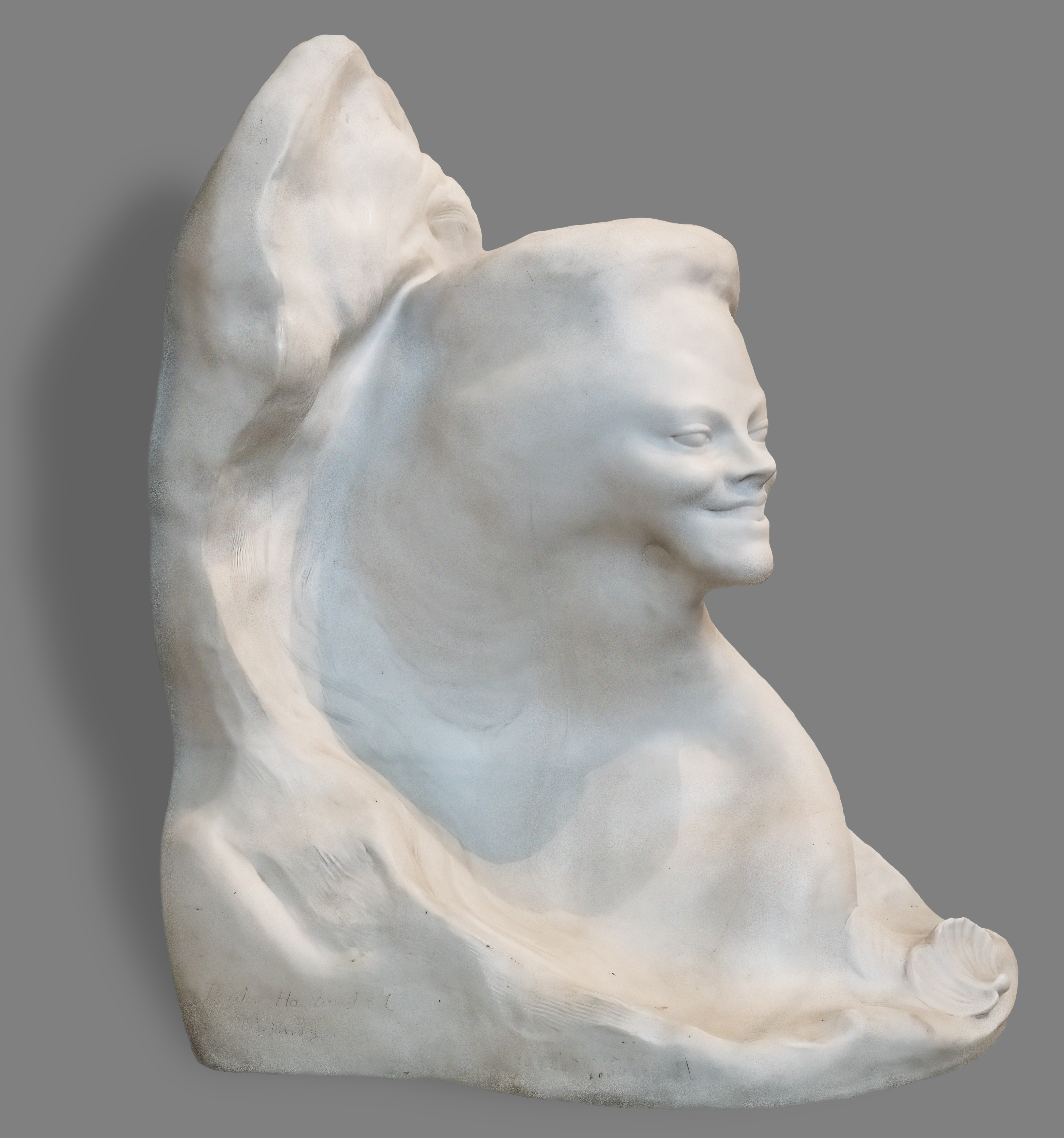
Buste de Jane Avril sur une vague 1898 - Antoine Bourdelle.

Elle fréquente le monde de la nuit et les lieux troubles de Paris où des femmes mi-danseuses mi-prostituées sont l'attraction de la capitale, en particulier le bal Bullier où elle se découvre une passion pour la danse. Et c'est là, devant la jeunesse estudiantine, assidue aux soirées de l'établissement, qu'elle fait ses premières gambilles dans une sorte de don inné et de folie du rythme. Tout son corps gracile s'électrise quand elle entend les joyeux accents d'Orphée aux Enfers. Elle racontait elle-même : « Un jour, j'ai dansé comme un chevreau. On avait fait cercle autour de moi. J'avais l'air d'une enfant ; mes cheveux voletaient. Et je me souviens d'une robe « Empire », blanche rayée de mauve, qui, autour de moi, s'épanouissait ». Devenue amoureuse de la danse, elle y trouve sa voie. Sa fragilité nerveuse lui fait supporter les surnoms de Jane la Folle ou de Mélinite, nom d'un explosif,.
Sa rencontre avec Charles Zidler lui donne l'occasion d'entrer sous sa protection au Moulin Rouge. Elle impose de porter le rouge, sa couleur favorite, comme couleur de ses dessous, et elle sera la seule à le porter, les autres danseuses portant des sous-vêtements blancs. C'est à ce choix que l'on doit la tradition d'une robe rouge portée par la soliste de revue.
Sa carrière se poursuit aux Décadents, puis au Divan japonais, à L'Eldorado, au Jardin de Paris, au Tabarin, enfin elle triomphe aux Folies Bergère où elle créera le ballet de L'Arc-en-ciel.
C'est elle qui exportera au début du XXe siècle le french cancan dans les principales capitales européennes, au Palace Theatre de Londres comme à Madrid.
Intelligente et sensible, Jane Avril fréquente les milieux intellectuels et artistiques. Égérie d'Henri de Toulouse-Lautrec, dont elle admire le talent, partenaire de Mistinguett, amie de Joris-Karl Huysmans, Maurice Barrès, Auguste Renoir, Alphonse Allais qui veut l'épouser, elle est adulée par les hommes.
Toulouse-Lautrec rend hommage à son sens artistique en la faisant figurer sur le numéro 1 de la revue L'Estampe originale.
Elle épousera le peintre et dessinateur Maurice Biais le 7 juin 1911, à Jouy-en-Josas. Leurs témoins sont Henri Letuppe, photographe ; Marie Thomas ; Amélie Guilminot, artiste lyrique, et Mary Thomas épouse Borye. À cette occasion, ils légitiment leur fils, Jean Pierre Adolphe né Beaudon le 17 juillet 1897 à Paris 17e (Jane Avril se reconnaît auparavant comme sa mère par un acte passé à la mairie du 17e le 14 août 1897). L'enfant prend alors officiellement le nom de son père, Biais.
Elle vit retirée à Jouy-en-Josas jusqu'à la mort de Biais en 1926.

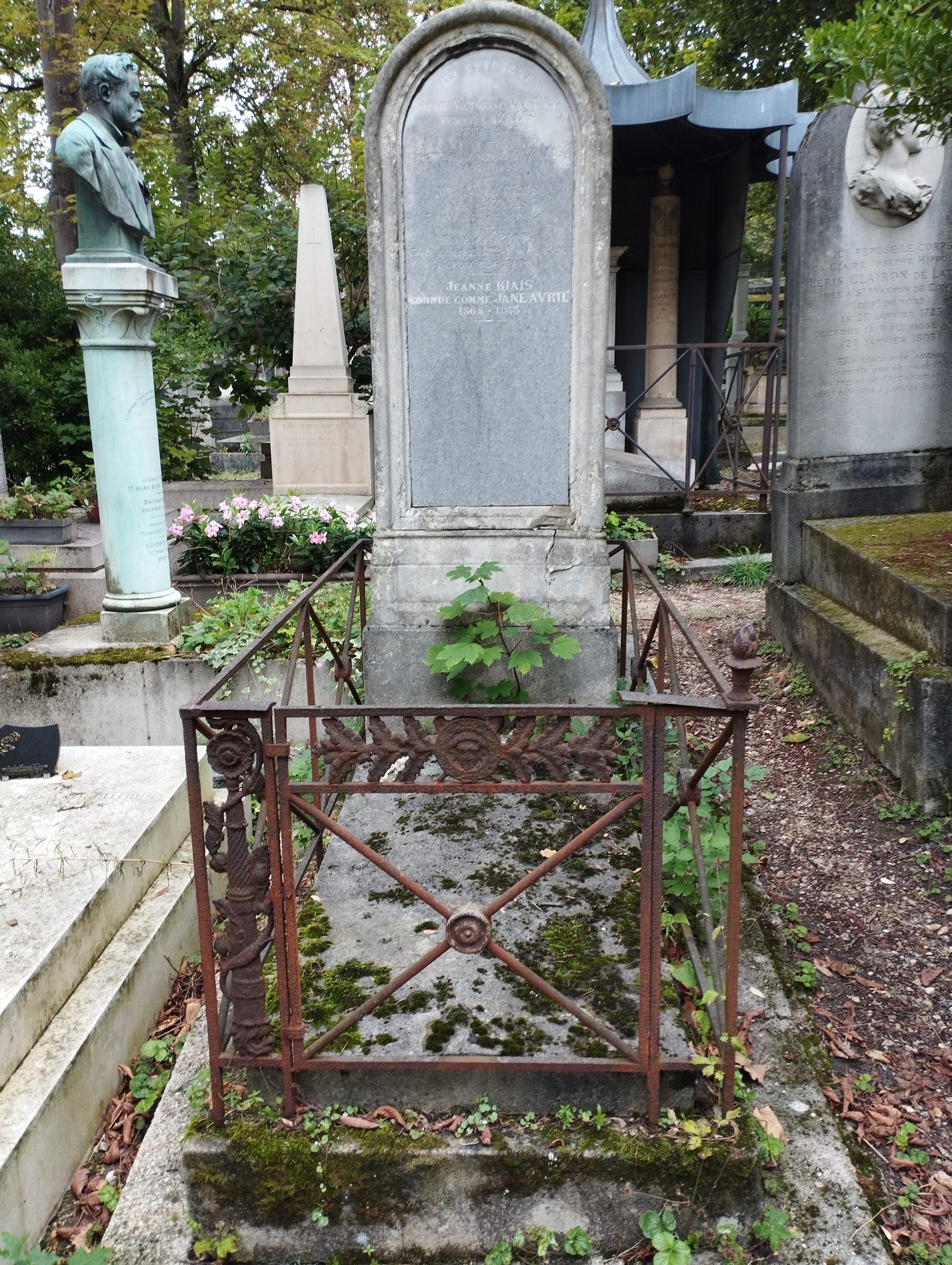
Tombe de Jane Avril au cimetière du Père-Lachaise (division 19).

En 1935, elle dansa pour la dernière fois avec l'acteur et meneur de revues français Max Dearly, à l'âge de 67 ans.

### Le théâtre
Elle danse et incarne le rôle d'Anitra lors de la création de Peer Gynt en France au théâtre de l'œuvre en 1896 dans la mise en scène d'Aurélien Lugné-Poe.

### Mort
Sacha Guitry intervient pour qu'elle entre à la Maison de retraite des artistes lyriques, en avril 1942. Elle meurt l'année suivante au 5 rue de la Saïda, à 74 ans, et est inhumée au cimetière du Père-Lachaise (division 19). Un jardin a été nommé en sa mémoire, à proximité, sur le boulevard de Ménilmontant.

### Postérité
Jean Pierre Adolphe Biais se marie le 26 août 1933 à Villandry (Indre-et-Loire) avec Marguerite Lestier.

## Source et bibliographie
- Jane Avril, Mes mémoires, suivi de Cours de danse fin-de-siècle, Phébus, 2005
- Félix Bonafé, "La Mélinite", in Le Troubadour, août 1950.
- François Caradec, Jane Avril, au moulin rouge avec Toulouse-Lautrec, Fayard, 2001.
- Jean Castarède, Le Moulin-Rouge : reflets d'une époque, éd. France-Empire, 2001.
- Gustave Coquiot, Lautrec ou quinze ans de mœurs parisiennes, 1885-1900, Librairie Ollendorff, 1921.
- Per Olov Enquist, Blanche et Marie, 2006.
- Aimée Librizzi, Folies, raconte-moi : la fabuleuse histoire des folies bergère, éd. L'Harmattan, 2008.
- Jacques Plessis, Le Moulin Rouge, éd. Martinière, 2002.
- David Price, Cancan !, éd. Cygnus Arts, 1998.
- Gilles Quéant (éd.), Encyclopédie du théâtre contemporain, vol. I (1850-1914), Les Publications de France, 1957.
- (en) Jose Shercliff, Jane Avril of the Moulin Rouge, éd. Macrae Smith Company, 1954.
- Michel Souvais, Moi, la Goulue de Toulouse-Lautrec. Les mémoires de mon aïeule, éd. Publibook, 2008.